# Friedrich Maximilian Klinger

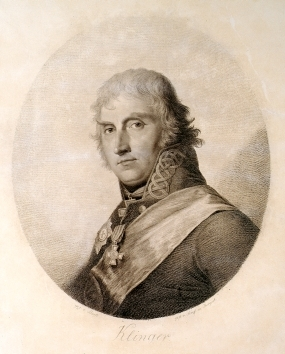
Friedrich Maximilian Klinger.

Friedrich Maximilian Klinger (17 de febrero de 1752-13 de febrero de 1831) fue un escritor alemán prerromántico, nacido en la ciudad de Fráncfort del Meno. En 1780 se alistó en el ejército ruso, donde realizó una brillante carrera. En 1775 publicó una tragedia titulada Die Zwillinge y un año más tarde el drama Sturm und Drang, que dio nombre a todo un movimiento literario del que son representantes autores tan importantes en la literatura alemana y mundial como Goethe y Friedrich Schiller. 
Entre los seguidores de Klinger se encontraban numerosas personalidades de la talla de Ludwig van Beethoven. Entre sus novelas figuran Fausts Leben (1791), Geschichte Giafars des Barmeciden (1793) y Der Weltmann und der Dichter 1798).
También escribió una novela utópica titulada Reisen vor der Sündflut (Viajes antes del diluvio) que está considerada como un antecedente del primer socialismo alemán.